# Senorady
Senorady (in tedesco Senorad) è un comune della Repubblica Ceca facente parte del distretto di Brno-venkov, in Moravia Meridionale.